# Маттіас Аспер
Ма́ттіас А́спер (швед. Mattias Asper, нар. 20 березня 1974, Сельвесборг) — колишній шведський футболіст, воротар.

## Клубна кар'єра

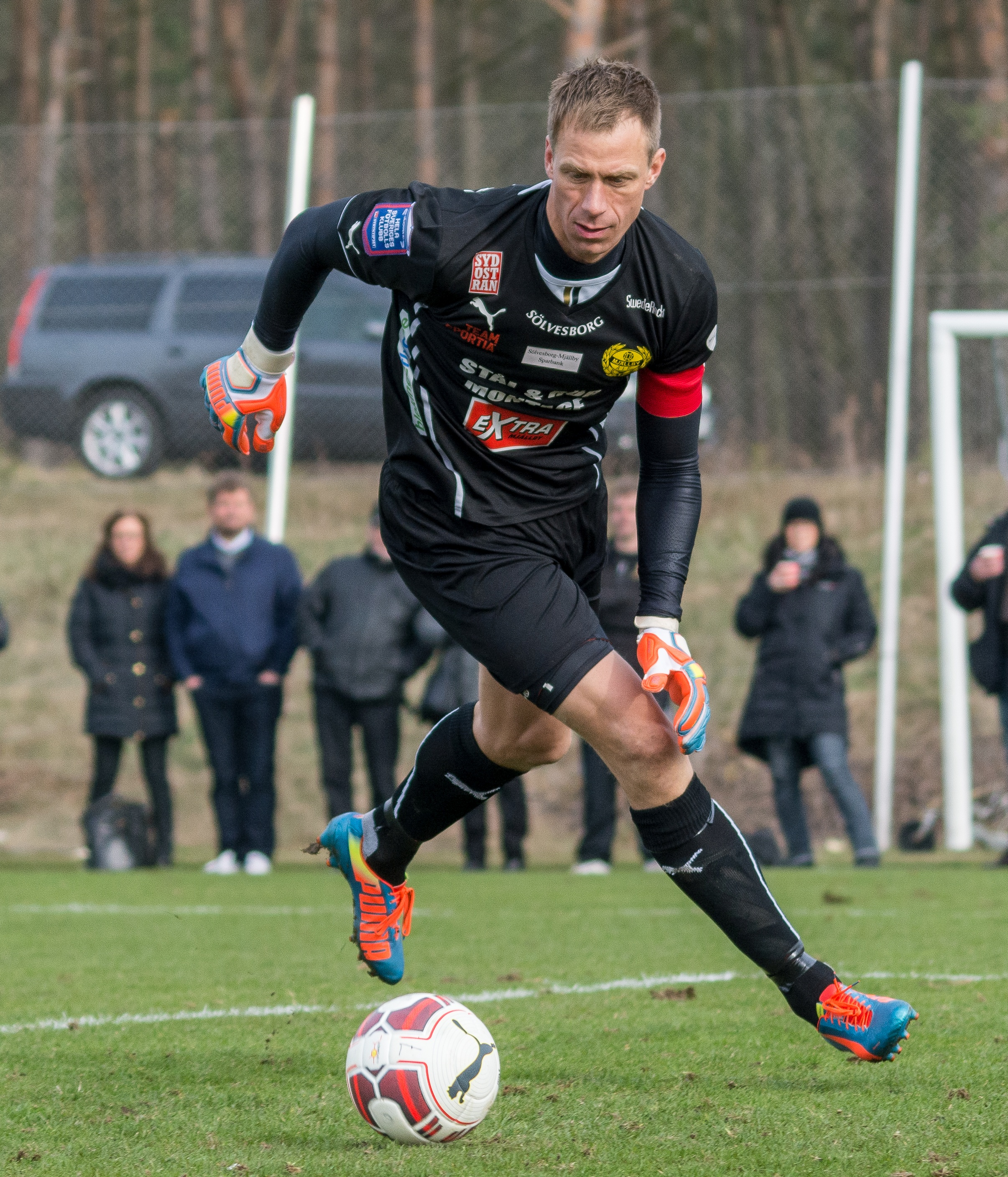
Аспер у складі «М'єльбю»

У дорослому футболі дебютував 1993 року виступами за команду клубу «М'єльбю». Він швидко завоював місце основного воротаря команди і за чотири сезони провів більше 100 матчів у всіх турнірах.
У 1997 році Маттіас перейшов у АІК. На початку він був дублером Лі Бакстера, але через три місяці виграв конкуренцію за місце основного голкіпера. У 1998 році Аспер видав рекордну «суху» серію у 797 хвилин і допоміг клубу з Сольни виграти Аллсвенкан лігу, а через рік завоювати Суперкубок Швеції. У 1999 році він допоміг АІКу кваліфікуватися до Ліги чемпіонів.
Після Євро-2000 Маттіас перейшов у іспанський «Реал Сосьєдад». Він не зміг виграти конкуренцію за місце в основі у Альберто Фернандеса і зіграв всього лише в 10 матчах Ла Ліги. У 2002 році в пошуках ігрової практики Аспер перейшов на правах оренди в турецький «Бешикташ», але і там він не зміг закріпитися у складі.
У тому ж році Маттіас повернувся на батьківщину, підписавши контракт з «Мальме». З новою командою в 2004 році він вдруге став чемпіоном Швеції. За три роки Аспер зіграв понад 100 матчів у всіх турнірах за клуб. У 2005 році він покинув «Мальме» і без особливого успіху виступав за норвезький «Вікінг» та шведську «Броммапойкарну». 
У 2008 році Маттіас повернувся в рідний «М'єльбю». Він був призначений капітаном команди і вже через рік допоміг клубу повернутися в еліту. 15 вересня 2010 року в матчі проти «Геккена» Аспер забив свій перший гол у кар'єрі. Завершив професійну кар'єру футболіста виступами за «М'єльбю» у 2015 році.

## Виступи за збірну
27 листопада 1999 року дебютував в офіційних іграх у складі національної збірної Швеції в товариському матчі проти збірної ПАР, замінивши у другому таймі Магнуса Чільстедта. 
У складі збірної був учасником чемпіонату Європи 2000 року у Бельгії та Нідерландах. На турнірі він був третім воротарем і не зіграв жодної хвилини.
Всього провів у формі головної команди країни 3 матчі.

## Титули і досягнення
- Чемпіон Швеції (2):

АІК: 1998
«Мальме»: 2004
- Володар Кубка Швеції (1):

АІК: 1998–99
- Голкіпер року у Швеції: 1998, 1999